# تورسک، استان لوبوسکی
تورسک، استان لوبوسز (به لاتین: Tursk, Lubusz Voivodeship) یک منطقهٔ مسکونی در لهستان است که در Gmina Sulęcin واقع شده‌است.